# 미금시·남양주군
미금시·남양주군은 대한민국의 옛 국회의원 선거구이다. 당시 경기도 미금시와 남양주군을 관할했다.

## 역사
1989년 1월, 남양주군 미금읍이 미금시로 승격되었다. 이에 따라 제14대 국회의원 선거를 앞두고 남양주군 선거구가 미금시·남양주군 선거구로 개편되었다.
1995년, 미금시와 남양주군이 남양주시로 통합되었다. 이에 따라 제15대 국회의원 선거를 앞두고 남양주시 선거구로 개편되었다.

## 역대 국회의원
| 선거   | 정당 | 정당       | 의원   |
| ------ | ---- | ---------- | ------ |
| 1992년 |      | 민주자유당 | 이성호 |

## 역대 선거 결과

### 대한민국 제14대 국회의원 선거
|  | 39.87% |

|  | 36.04% |

|  | 17.61% |

|  | 6.46% |